# Меморіал Івана Глінки 1998
Турнір чотирьох націй (англ. Quatre nations) — 8-й міжнародний юніорський хокейний турнір.

## Підсумкова таблиця
| М  | Команда    | І  | В | Н | П | Ш    | О |
| -- | ---------- | -- | - | - | - | ---- | - |
| 1. | Канада     | 3  | 2 | 1 | 0 | 26:5 | 5 |
| 2. | Чехія      | 3  | 2 | 1 | 0 | 15:5 | 5 |
| 3. | Словаччина | 21 | 0 | 0 | 2 | 3:7  | ? |
| 4. | Білорусь   | 21 | 0 | 0 | 2 | 1:28 | ? |

- Канада - Білорусь 18:0
- Словаччина - Чехія 1:2
- Чехія - Білорусь 10:1
- Словаччина - Канада 2:5
- Чехія - Канада 3:3
- Словаччина — Білорусь ?:?1

1 Результат матчу невідомий.